# Lethe beroe
Lethe beroe är en fjärilsart som beskrevs av Pieter Cramer 1779. Lethe beroe ingår i släktet Lethe och familjen praktfjärilar. Inga underarter finns listade i Catalogue of Life.